# Campeonato Regional Sur 1916-17
El Campeonato Regional Sur 1916-17 fue la segunda edición del campeonato del mismo nombre disputado en Sevilla, entre el 5 de diciembre de 1916 y el 14 de enero de 1917. Organizado por la Federación Regional Sur, el Sevilla Foot-Ball Club fue el campeón tras derrotar al Real Club Recreativo de Huelva. Fue el primer título para el cuadro sevillista, que fue proclamado campeón de Andalucía, Extremadura y Canarias.

## Desarrollo

### Participantes
Fue disputado por siete clubes: cuatro de la provincia de Sevilla, dos de la provincia de Huelva, y uno de las provincias de Cádiz y Málaga.
El Real Betis Balompié rehusó participar en esta edición como protesta por una sanción previa impuesta por la Federación Regional Sur a uno de sus jugadores. Del mismo modo, y pese a estar anunciados en un principio más contendientes, un total de tres equipos por Huelva, dos por Málaga, el Tenerife Sporting Club por Santa Cruz de Tenerife, y el Real Sierra Nevada por Granada, se desconoce el motivo por el que finalmente no llegaron a participar en el Campeonato.
Una de las novedades con respecto a la primera edición fue la prohibición de équipiers extranjeros.
| Equipos participantes | Equipos participantes | Equipos participantes | Equipos participantes      |
| --------------------- | --------------------- | --------------------- | -------------------------- |
| Sevilla F. C.         | Athletic de Sevilla   | Español F. C.         | R. C. Recreativo de Huelva |
| Español F. C.         | Andalucía Recreativo  | Malagueño F.C.        | Huelva F. C.               |

## Eliminatorias previas
Al igual que la temporada anterior, la disparidad de equipos participantes por Sevilla y Huelva estipularon unas eliminatorias previas entre las que salieron los equipos a representar a las provincias. Cádiz y Málaga, al tener un único representante, acceden directamente a las semifinales. Se desconoce si en Málaga hubo una eliminatoria previa entre los dos equipos anunciados en un principio, saliendo vencedor el citado representante de semifinales.

### Sevilla
| Fecha                   | Local                | Resultado | Visitante           | Terreno de juego    | Incidencias                                       |
| ----------------------- | -------------------- | --------- | ------------------- | ------------------- | ------------------------------------------------- |
| 5 de noviembre de 1916  | Andalucía Recreativo | 3 - 3     | Athletic de Sevilla | Campo del Mercantil | 1-1, 4-1, desempates disputados los días 12 y 20. |
| 12 de noviembre de 1916 | Sevilla F. C.        | 1 - 0     | Español F. C.       | Campo del Mercantil |                                                   |
| 26 de noviembre de 1916 | Andalucía Recreativo | 0 - 8     | Sevilla F. C.       | Campo del Mercantil | Final                                             |

|                        |
| Sevilla Foot-Ball Club |

### Huelva
| 5 de diciembre de 1915                         | Huelva F. C.                    | 2 - 3   | R. C. Recreativo de Huelva                       | Campo del Velódromo, Huelva                                 |                                                             |
|                                                | Desconocido ?' · Desconocido ?' | Reporte | ?' Desconocido · ?' Desconocido · ?' Desconocido | Asistencia: ? espectadores Árbitro(s): Desconocido (España) | Asistencia: ? espectadores Árbitro(s): Desconocido (España) |
| Única eliminatoria entre los dos contendientes |                                 |         |                                                  |                                                             |                                                             |

|                            |
| R. C. Recreativo de Huelva |

## Fase final

### Semifinales
| 10 de diciembre de 1916 | R. C. Recreativo de Huelva      | 2 - 2   | Español F. C.                   | Campo del Mercantil, Sevilla                       |                                                    |
|                         | Desconocido ?' · Desconocido ?' | Reporte | ?' Desconocido · ?' Desconocido | Asistencia: ? espectadores Árbitro(s): Desconocido | Asistencia: ? espectadores Árbitro(s): Desconocido |

| 7 de enero de 1917; 15:00 | R. C. Recreativo de Huelva | 3 - 1   | Español F. C. | Campo del Mercantil, Sevilla                                   |                                                                |
|                           | Navarro 1T' 2T' · Mata 55' | Reporte | 65' J. Bernal | Asistencia: ? espectadores Árbitro(s): Ramos Asensio, (España) | Asistencia: ? espectadores Árbitro(s): Ramos Asensio, (España) |
| Partido de desempate      |                            |         |               |                                                                |                                                                |

| 6 de enero de 1917; 15:00 | Sevilla F. C.                           | 3 - 1   | Malagueño F. C. | Campo del Mercantil, Sevilla                                   |                                                                |
|                           | Spencer 1T' · Escobar 2T' · Leconte 2T' | Reporte | 1T' Lemmel      | Asistencia: ? espectadores Árbitro(s): Sr. Montenegro (España) | Asistencia: ? espectadores Árbitro(s): Sr. Montenegro (España) |

## Final
Disputada en el Campo del Mercantil de Sevilla entre Real Club Recreativo de Huelva y el Sevilla Foot-Ball Club, finalizó con victoria sevillista por 0-4 que les proclamó como campeones de Andalucía.
| 1     | POR   | González Pérez       |  |
| 2     | DEF   | Francisco Montenegro |  |
| 3     | DEF   | Tomás Estrada        |  |
| 4     | MED   | Garrido              |  |
| 5     | MED   | Manolo Mata          |  |
| 6     | MED   | José Ochoa           |  |
| 7     | DEL   | Manolo Fuentes       |  |
| 8     | DEL   | Manolo Chazarry      |  |
| 9     | DEL   | Alfonso Mata         |  |
| 10    | DEL   | Gregorio Navarro     |  |
| 11    | DEL   | Alfonso Martínez     |  |
| D. T. | D. T. | Desconocido          |  |

| 1     | POR   | Paco Díaz             |  |
| 2     | DEF   | Vicente Alcocer       |  |
| 3     | DEF   | Manuel Trujillo       |  |
| 4     | MED   | Diego Otero           |  |
| 5     | MED   | Juan Tornero          |  |
| 6     | MED   | Manuel Pérez          |  |
| 7     | DEL   | José de la Cruz       |  |
| 8     | DEL   | Carlos Leconte        |  |
| 9     | DEL   | Francisco Ramírez     |  |
| 10    | DEL   | Enrique Gómez Spencer |  |
| 11    | DEL   | Antonio Escobar       |  |
| D. T. | D. T. | Eugenio Eizaguirre    |  |

| 0-1 0-2 0-3 0-4 | Leconte Ramírez Spencer Escobar | 2.T.' · 2.T.' · 2.T.' · 2.T.' |

| Principal | Julián Ruete |

|  |                   |   |   |
|  | Faltas            | 8 | 2 |
|  | Saques de esquina | 3 | 2 |
|  | Fueras de juego   | 2 | 2 |

| 1     | POR   | González Pérez       |  |
| 2     | DEF   | Francisco Montenegro |  |
| 3     | DEF   | Tomás Estrada        |  |
| 4     | MED   | Garrido              |  |
| 5     | MED   | Manolo Mata          |  |
| 6     | MED   | José Ochoa           |  |
| 7     | DEL   | Manolo Fuentes       |  |
| 8     | DEL   | Manolo Chazarry      |  |
| 9     | DEL   | Alfonso Mata         |  |
| 10    | DEL   | Gregorio Navarro     |  |
| 11    | DEL   | Alfonso Martínez     |  |
| D. T. | D. T. | Desconocido          |  |

| 1     | POR   | Paco Díaz             |  |
| 2     | DEF   | Vicente Alcocer       |  |
| 3     | DEF   | Manuel Trujillo       |  |
| 4     | MED   | Diego Otero           |  |
| 5     | MED   | Juan Tornero          |  |
| 6     | MED   | Manuel Pérez          |  |
| 7     | DEL   | José de la Cruz       |  |
| 8     | DEL   | Carlos Leconte        |  |
| 9     | DEL   | Francisco Ramírez     |  |
| 10    | DEL   | Enrique Gómez Spencer |  |
| 11    | DEL   | Antonio Escobar       |  |
| D. T. | D. T. | Eugenio Eizaguirre    |  |

| 0-1 0-2 0-3 0-4 | Leconte Ramírez Spencer Escobar | 2.T.' · 2.T.' · 2.T.' · 2.T.' |

| Principal | Julián Ruete |

|  |                   |   |   |
|  | Faltas            | 8 | 2 |
|  | Saques de esquina | 3 | 2 |
|  | Fueras de juego   | 2 | 2 |

| 1     | POR   | González Pérez       |  |
| 2     | DEF   | Francisco Montenegro |  |
| 3     | DEF   | Tomás Estrada        |  |
| 4     | MED   | Garrido              |  |
| 5     | MED   | Manolo Mata          |  |
| 6     | MED   | José Ochoa           |  |
| 7     | DEL   | Manolo Fuentes       |  |
| 8     | DEL   | Manolo Chazarry      |  |
| 9     | DEL   | Alfonso Mata         |  |
| 10    | DEL   | Gregorio Navarro     |  |
| 11    | DEL   | Alfonso Martínez     |  |
| D. T. | D. T. | Desconocido          |  |

| 1     | POR   | Paco Díaz             |  |
| 2     | DEF   | Vicente Alcocer       |  |
| 3     | DEF   | Manuel Trujillo       |  |
| 4     | MED   | Diego Otero           |  |
| 5     | MED   | Juan Tornero          |  |
| 6     | MED   | Manuel Pérez          |  |
| 7     | DEL   | José de la Cruz       |  |
| 8     | DEL   | Carlos Leconte        |  |
| 9     | DEL   | Francisco Ramírez     |  |
| 10    | DEL   | Enrique Gómez Spencer |  |
| 11    | DEL   | Antonio Escobar       |  |
| D. T. | D. T. | Eugenio Eizaguirre    |  |

| 0-1 0-2 0-3 0-4 | Leconte Ramírez Spencer Escobar | 2.T.' · 2.T.' · 2.T.' · 2.T.' |

| Principal | Julián Ruete |

|  |                   |   |   |
|  | Faltas            | 8 | 2 |
|  | Saques de esquina | 3 | 2 |
|  | Fueras de juego   | 2 | 2 |

| 1     | POR   | González Pérez       |  |
| 2     | DEF   | Francisco Montenegro |  |
| 3     | DEF   | Tomás Estrada        |  |
| 4     | MED   | Garrido              |  |
| 5     | MED   | Manolo Mata          |  |
| 6     | MED   | José Ochoa           |  |
| 7     | DEL   | Manolo Fuentes       |  |
| 8     | DEL   | Manolo Chazarry      |  |
| 9     | DEL   | Alfonso Mata         |  |
| 10    | DEL   | Gregorio Navarro     |  |
| 11    | DEL   | Alfonso Martínez     |  |
| D. T. | D. T. | Desconocido          |  |

| 1     | POR   | Paco Díaz             |  |
| 2     | DEF   | Vicente Alcocer       |  |
| 3     | DEF   | Manuel Trujillo       |  |
| 4     | MED   | Diego Otero           |  |
| 5     | MED   | Juan Tornero          |  |
| 6     | MED   | Manuel Pérez          |  |
| 7     | DEL   | José de la Cruz       |  |
| 8     | DEL   | Carlos Leconte        |  |
| 9     | DEL   | Francisco Ramírez     |  |
| 10    | DEL   | Enrique Gómez Spencer |  |
| 11    | DEL   | Antonio Escobar       |  |
| D. T. | D. T. | Eugenio Eizaguirre    |  |

| 0-1 0-2 0-3 0-4 | Leconte Ramírez Spencer Escobar | 2.T.' · 2.T.' · 2.T.' · 2.T.' |

| Principal | Julián Ruete |

|  |                   |   |   |
|  | Faltas            | 8 | 2 |
|  | Saques de esquina | 3 | 2 |
|  | Fueras de juego   | 2 | 2 |

|                                   |
|                                   |
| Campeón Sevilla F. C. 1.er título |